# Richard Swan
Richard Gordon Swan (* 21. Dezember 1933 in New York City) ist ein US-amerikanischer Mathematiker, der sich mit Algebra (unter anderem mit algebraischer K-Theorie) beschäftigt.

## Leben
Swan war 1952 Putnam Fellow und studierte an der Princeton University, wo er 1957 bei John Coleman Moore promoviert wurde (Spaces with finite groups of transformations). Er war Professor an der University of Chicago.
Er ist bekannt für das Swan-Serre-Theorem (oder Swan-Theorem), das eine Verbindung (über Funktorialität von Kategorien) zwischen Topologie und Algebra herstellt. Es drückt eine Äquivalenz von Vektorbündeln auf kompakten Räumen mit endlich erzeugten projektiven Moduln über kommutativen Ringen aus und war vorher von Jean-Pierre Serre vermutet worden. Des Weiteren bewies er den Satz von Forster-Swan.
Zu seinen Doktoranden zählt Charles Weibel. 
1970 war er Invited Speaker auf dem Internationalen Mathematikerkongress (ICM) in Nizza und hielt den Plenarvortrag Algebraic {\displaystyle K}-theory. 1970 erhielt er den Colepreis in Algebra für seine Arbeit Groups of cohomological dimension one (Journal of Algebra Bd. 12, 1969, S. 585). Darin zeigte er, dass freie Gruppen dadurch charakterisiert sind, dass ihre kohomologische Dimension 1 ist (vorher in einem Spezialfall von John Stallings gezeigt, der Ko-Rezipient des Colepreises war).
1961 wurde er Sloan Research Fellow. Er ist seit 1976 Mitglied der National Academy of Sciences.

## Schriften
- The theory of sheaves. University of Chicago Press, Chicago IL u. a. 1964.
- Algebraic {\displaystyle K}-Theory (= Lecture Notes in Mathematics. 76). Springer, Berlin u. a. 1968.
- Vector bundles and projective modules. In: Transactions of the American Mathematical Society. Band 105, Nummer 2, 1962, S. 264–277, JSTOR:1993627.